# Stefan Engler
Stefan Engler (Chur, 30 mei 1960) is een Zwitsers advocaat en politicus voor de Christendemocratische Volkspartij (CVP/PDC) uit het kanton Graubünden. Hij zetelt sinds 2011 in de Kantonsraad.

## Biografie

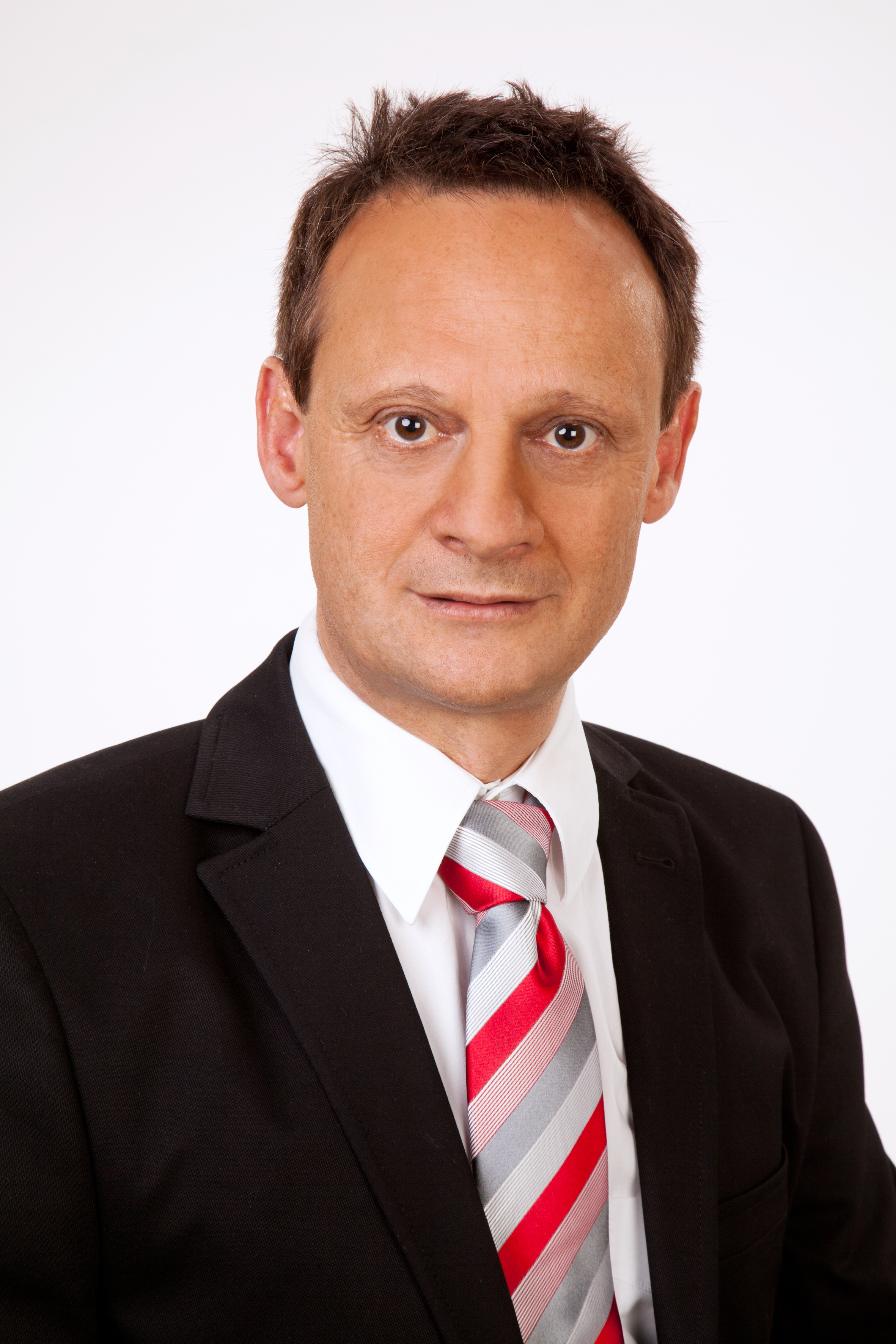
Stefan Engler.

Stefan Engler groeide op in Brienz/Brinzauls. Hij studeerde rechten en vestigde zich later als advocaat.
Tussen mei 1987 en mei 1998 zetelde hij in Grote Raad van Graubünden, het parlement van zijn kanton. Hij werd herverkozen in 1990, 1994 en 1998. In dat jaar maakte hij evenwel de overstap van de wetgevende naar de uitvoerende macht in zijn kanton toen hij werd verkozen tot lid van de Regering van Graubünden, een mandaat dat hij uitoefende van 1 januari 1999 tot 31 december 2010. Hij beheerde het Bouw- Transport- en Bosdepartement. In 2008 was hij regeringsleider.
Bij de parlementsverkiezingen van 2011 geraakte Engler voor de eerste maal verkozen in de Kantonsraad. Hij werd herverkozen in 2015 en in 2019.